# 신둥 인
신동인(新洞人)은 중국 베이징 시 룡골산 근처에서 발견된 10만년 전의 화석인류이다.
호모 헤이델베르켄시스에 속하는 화석인류로, 1973년 베이징 시 룡골산 동북쪽, 산정동인(또는 상동인)이 발견된 지점 근처의 홍적세 중기 지층에서 이빨 화석이 발견되었다. 이빨화석의 연대는 10만년전으로, 중국 학회에서는 베이징 원인과 산정동인 사이의 중간단계에 속하는 인류화석이라 발표하였다. 그러나 호모 헤이델베르켄시스의 화석으로 호모 에렉투스인 베이징 원인의 후손은 아니다.

## 같이 보기
- 베이징 원인
- 란티엔 원인
- 난징 원인
- 산정동인
- 딩춘 인